# Чадукасинское сельское поселение
Чадукасинское се́льское поселе́ние — упразднённое муниципальное образование в составе Красноармейского района Чувашской Республики.
Административным центром была деревня Чадукасы.

## Организации
На территории сельского поселения расположены:
- ОАО "Агрофирма «Герой»
- Фермерское хозяйство «Надежда»
- Чадукасинская средняя общеобразовательная школа
- Чадукасинский Центр досуга
- Музей Ф. М. Лукина
- Чадукасинская модельная библиотека
- Дом ветеранов
- Чадукасинский офис врача общей практики
- Сявалсирминский фельдшерско-акушерский пункт
- Отделение связи
- Отделение сбербанка
- Чадукасинский ветеринарный участок

## Населённые пункты
| Название      | Тип населённого пункта          | Население |
| ------------- | ------------------------------- | --------- |
| Чадукасы      | Деревня, административный центр | ↗397      |
| Арзюнакасы    | Деревня                         | ↘66       |
| Енешкасы      | Деревня                         | ↗124      |
| Новые Выселки | Деревня                         | ↗52       |
| Полайкасы     | Деревня                         | ↗179      |
| Сявалсирма    | Деревня                         |           |
| Типвары       | Деревня                         | ↗26       |
| Шинарпоси     | Деревня                         | ↗106      |